# Kong (cognome)
Kong (공?, 公, 孔?, 孔S) è un cognome di lingua coreana e cinese, diffuso in Corea del Nord, Corea del Sud, Cina, Taiwan, Hong Kong e Vietnam.
Kong potrebbe anche essere la traslitterazione inglese di un raro cognome cinese, 空, o una forma meno comune di Gong come 龔, 貢 e 弓.

## Possibili trascrizioni
- Cantonese (Hong Kong): Hung.
- Cinese: Kong.
- Coreano: Cong, Gong, Goung, Khong, Kohng, Kong, Koung.
- Vietnamita: Khổng.

## Origine e diffusione
Nel 2002 in Cina vi erano circa 2,1 milioni di persone con questo cognome, che rappresentavano lo 0,23% della popolazione. Nel 2024, era il 98º cognome più comune in Cina. È il 25º nome nella Poesia Cento cognomi di famiglia.
Kong è noto soprattutto in quanto cognome di Confucio e dei suoi discendenti, il cui albero genealogico è il più lungo del mondo, coprendo oltre 2.500 anni e più di 80 generazioni. La linea di discendenza principale tradizionalmente portava il titolo di duca Yansheng, che fu cambiato nel titolo di primo ufficiale sacrificale di Confucio nel XX secolo. Questo titolo è attualmente detenuto da Kong Tsui-chang.
Si tratta del 50º cognome per diffusione in Corea secondo i dati del Korean National Statistics Office del 2015. Nel Paese è portato da circa 92340 persone.

## Persone
- John Hung Shan-chuan – arcivescovo cattolico taiwanese
- Sammo Hung – regista, attore e artista marziale hongkonghese